# 賈烏多沃

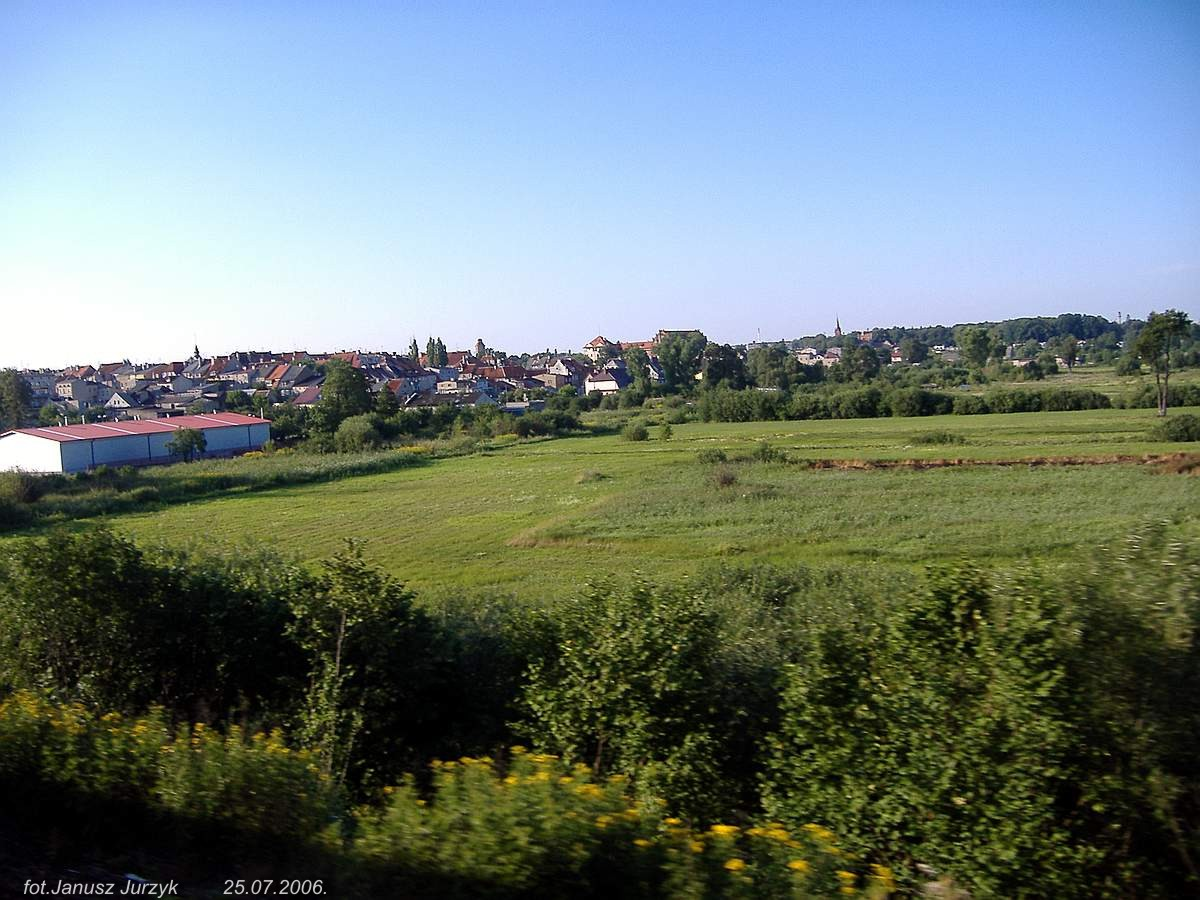

賈烏多沃（波蘭語：Działdowo，波蘭語發音：[d͡ʑau̯ˈdɔvɔ]，索尔道）是波蘭瓦爾米亞-馬祖里省的城鎮，位於該國中北部，始建於十四世紀，面積13.35平方公里，海拔高度157米，2006年人口20,824。

## 外部連結
- Official town webpage （页面存档备份，存于） （波兰語）

53°14′N 20°11′E / 53.233°N 20.183°E